# Elodes amamiensis
Elodes amamiensis is een keversoort uit de familie moerasweekschilden (Scirtidae). De wetenschappelijke naam van de soort werd in 1966 gepubliceerd door Sato.